# 多数
多数（英語：Majority）是指超过总数一半的数量。它是一个集合中包含超过一半元素的子集。例如，如果一个群体由31人组成，那么多数是16人或更多，而15人或更少则不构成多数。
多数不同于但经常与“相对多数”混淆。相对多数是指数量大于其他任何一个子集的子集，但不一定超过集合的一半。例如，在一个由20人组成的群体中，若分为9人、6人和5人的子组，则9人的子组为相对多数，但不是多数（因为其人数少于10人）。